# Jakub Jankto
Jakub Jankto (Praga, 19 de enero de 1996) es un futbolista checo que juega de centrocampista. Es internacional con la selección de fútbol de Chequia desde 2017.

## Trayectoria
Tras destacar desde joven en el S. K. Slavia Praga de su país natal en 2014 fichó por el Udinese Calcio. Sin llegar a debutar con el club italiano, se marchó cedido al Ascoli. Con el Ascoli debutó el 2 de agosto de 2015 en un partido de la Copa de Italia. El 3 de octubre de 2015 marcó su primer gol con el Ascoli. Al final de su cesión había jugado treinta y cinco partidos y había marcado cinco goles.

### Italia
El 1 de julio de 2016 retornó a Udine, con el que debutó en la Copa de Italia el 13 de agosto de 2016. En la Serie A debutó el 21 de septiembre contra la A. C. F. Fiorentina.
El 15 de octubre marcó su primer gol con el Udinese en la derrota de su equipo por 2 a 1 contra la Juventus F. C. Finalmente disputó treinta partidos y marcó cinco goles con el Udinese en la temporada 2016-17.
En la temporada 2017-18 se instaló definitivamente en el once inicial. Marcó su primer gol de la temporada el 12 de agosto de 2017 en un partido de Copa de Italia contra el Frosinone Calcio.
En la Serie A se estrenó en la jornada 3, al darle la victoria a su equipo (1-0) contra el Genoa C. F. C.
En 2019 fichó por la U. C. Sampdoria, también de la Serie A.

### Getafe
En 2021 fichó por el Getafe C. F. para competir en la Primera División de España. Como consecuencia de una lesión solo pudo participar en quince encuentros antes de regresar a Chequia, en agosto de 2022, después de ser cedido al A. C. Sparta Praga.
En julio de 2023, una vez había finalizado el préstamo, volvió a Italia tras fichar por el Cagliari Calcio.

## Selección nacional
Ha sido internacional con la selección de fútbol de Chequia sub-17, sub-18, sub-19 y sub-21, y es internacional con la absoluta desde marzo de 2017.
Con la selección absoluta marcó su primer gol el 22 de marzo de 2017 contra la selección de fútbol de Lituania en un partido amistoso. Su debut en partido oficial se produjo el 26 de marzo de 2017 contra la selección de fútbol de San Marino dentro de la clasificación para el Mundial de 2018.
El 27 de mayo de 2021 fue convocado para participar en la Eurocopa 2020, torneo en el que Chequia llegó hasta cuartos de final siendo eliminada por Dinamarca.

### Participaciones en Eurocopas
| Copa          | Sede     | Resultado        | Partidos | Goles |
| ------------- | -------- | ---------------- | -------- | ----- |
| Eurocopa 2020 | Eurocopa | Cuartos de final | 5        | 0     |

## Vida personal
El 12 de febrero de 2023, Jankto difundió un vídeo en el que declaró ser homosexual. De acuerdo con el periódico deportivo digital español Relevo, es el primer jugador de fútbol profesional que haya militado en la Primera División de España en hacer pública su homosexualidad.

## Estadísticas

### Clubes
Actualizado al último partido disputado el 14 de abril de 2024.
| Club                                 | Div.          | Temporada     | Liga  | Liga  | Copas nacionales | Copas nacionales | Copas internacionales | Copas internacionales | Total | Total |
| Club                                 | Div.          | Temporada     | Part. | Goles | Part.            | Goles            | Part.                 | Goles                 | Part. | Goles |
| ------------------------------------ | ------------- | ------------- | ----- | ----- | ---------------- | ---------------- | --------------------- | --------------------- | ----- | ----- |
| Ascoli Picchio F. C. 1898 · Italia   | 2.ª           | 2015-16       | 34    | 5     | 1                | 0                | ―                     | ―                     | 35    | 5     |
| Ascoli Picchio F. C. 1898 · Italia   | Total club    | Total club    | 34    | 5     | 1                | 0                | 0                     | 0                     | 35    | 5     |
| Udinese Calcio · Italia              | 1.ª           | 2016-17       | 29    | 5     | 1                | 0                | ―                     | ―                     | 30    | 5     |
| Udinese Calcio · Italia              | 1.ª           | 2017-18       | 36    | 4     | 3                | 2                | ―                     | ―                     | 39    | 6     |
| Udinese Calcio · Italia              | Total club    | Total club    | 65    | 9     | 4                | 2                | 0                     | 0                     | 69    | 11    |
| U. C. Sampdoria · Italia             | 1.ª           | 2018-19       | 25    | 0     | 3                | 1                | ―                     | ―                     | 28    | 1     |
| U. C. Sampdoria · Italia             | 1.ª           | 2019-20       | 30    | 2     | 1                | 0                | ―                     | ―                     | 31    | 2     |
| U. C. Sampdoria · Italia             | 1.ª           | 2020-21       | 35    | 6     | 2                | 0                | ―                     | ―                     | 37    | 2     |
| U. C. Sampdoria · Italia             | 1.ª           | 2021-22       | 0     | 0     | 1                | 0                | ―                     | ―                     | 1     | 0     |
| U. C. Sampdoria · Italia             | Total club    | Total club    | 90    | 8     | 7                | 1                | 0                     | 0                     | 97    | 9     |
| Getafe C. F. · España                | 1.ª           | 2021-22       | 14    | 0     | 1                | 0                | ―                     | ―                     | 15    | 0     |
| Getafe C. F. · España                | Total club    | Total club    | 14    | 0     | 1                | 0                | 0                     | 0                     | 15    | 0     |
| A. C. Sparta Praga · República Checa | 1.ª           | 2022-23       | 15    | 1     | 1                | 0                | ―                     | ―                     | 16    | 1     |
| A. C. Sparta Praga · República Checa | Total club    | Total club    | 15    | 1     | 1                | 0                | 0                     | 0                     | 16    | 1     |
| Cagliari Calcio · Italia             | 1.ª           | 2023-24       | 18    | 1     | 2                | 0                | ―                     | ―                     | 20    | 1     |
| Cagliari Calcio · Italia             | 1.ª           | 2024-25       | 0     | 0     | 0                | 0                | ―                     | ―                     | 0     | 0     |
| Cagliari Calcio · Italia             | Total club    | Total club    | 18    | 1     | 2                | 0                | 0                     | 0                     | 20    | 1     |
| Total carrera                        | Total carrera | Total carrera | 236   | 24    | 16               | 3                | 0                     | 0                     | 252   | 27    |

## Palmarés

### Títulos nacionales
| Título                               | Club               | País            | Año  |
| ------------------------------------ | ------------------ | --------------- | ---- |
| Liga de Fútbol de la República Checa | A. C. Sparta Praga | República Checa | 2023 |